# Taking Chances (1922)
Taking Chances is een Amerikaanse stomme film uit 1922, onder regie van Grover Jones met in de hoofdrollen Richard Talmadge, Zella Gray en Elmer Dewey. De film is gebaseerd op het kortverhaal "Vim, Vigor, and Vitality".

## Verhaal
Richard Talmadge, een boekverkoper, verkoopt niet alleen de nieuwste roman van zijn uitgeverij aan de rijke James Arlington, maar praat zichzelf ook een positie aan als privésecretaris van de miljonair. Hij wordt verliefd op diens dochter, die het hof gemaakt wordt door Jose Borquez. Deze laatste smeedt plannen met een aantal financiers om de controle te krijgen over een bedrijf dat wordt geleid door Arlington. Hij plant een cruise en nodigt Arlington en zijn dochter uit om mee te gaan als zijn gasten. Op een bal voorafgaand aan het vertrek van het gezelschap, hoort Dick een samenzwering waarin Borquez een hoofdrol speelt. Het is de bedoeling om Arlington uit New York te houden, zodat ze hem financieel kunnen ruïneren. Richard wordt ontvoerd, maar na een reeks avonturen voegt hij zich niet alleen bij het gezelschap, hij slaagt er ook in om Borquez af te straffen en de hand van Miss Arlington te winnen.

## Rolverdeling
| Acteur           | Personage         |
| ---------------- | ----------------- |
| Richard Talmadge | zichzelf          |
| Zella Gray       | Mildred Arlington |
| Elmer Dewey      | José Borquez      |
| Percy Challenger | James Arlington   |